# モンジュ点
3次元ユークリッド幾何学における四面体のモンジュ点（モンジュてん）は、任意の四面体に対し一意的に存在する点である。名前はフランスの数学者ガスパール・モンジュに由来する。

## 定義
四面体の各辺の中点を通りその辺とねじれの位置にある辺（以下「対辺」と呼ぶ）に垂直な6つの面は1点で交わる。この点がモンジュ点である。

## 性質
モンジュ点をMとする。
- 四面体の外接球の中心をO、重心をGとすると、OG = GM。
- 四面体の各頂点から対面におろした垂線が1点で交わる場合、この点はモンジュ点に一致する。

## 証明
ある辺の中点Pと、対辺の中点Qをとると、PQの中点は四面体の重心になる。重心に対し外接球の中心と対称の位置にある点をMとすると、POQMは平行四辺形になる。PMとQOが平行で、QOは対辺に直交するので、Pを通り対辺に垂直な平面はMを通る。どの辺に対しても同じことがいえるのでこれらの平面は1点Mで交わる。